# 동방신기의 수상 및 후보 목록

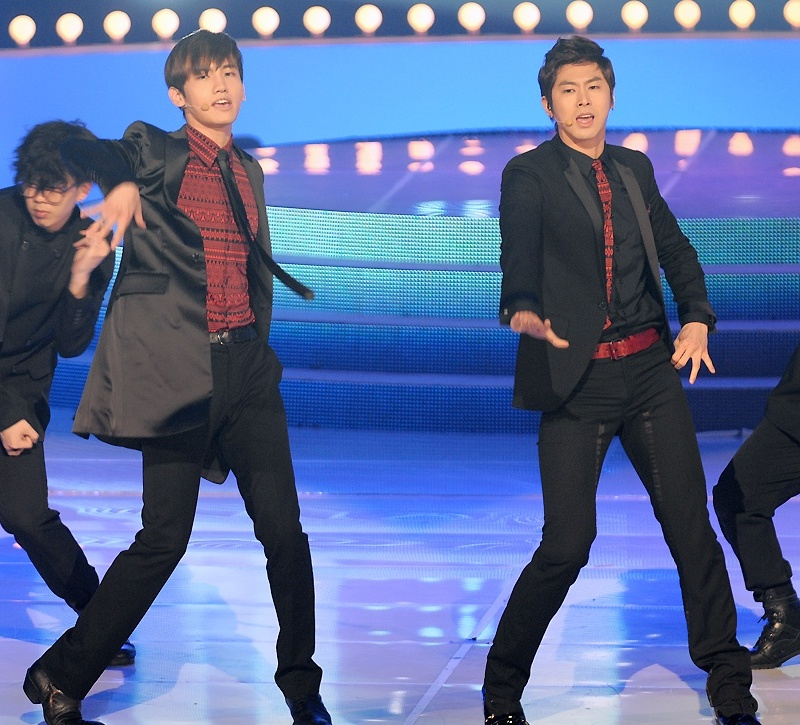

다음은 대한민국의 남성 아이돌 그룹 동방신기의 경력과 수상 내역 목록이다.

## 경력과 기록

### 2004년
1. 서태지와 아이들 이후 최초 신인상, 본상 동시 수상. (서울가요대상)
2. 《The Way U Are》 국내 싱글 앨범 최다 판매량 수립.
3. 한정판 화보집 《東方神起 The First Story Book-Hug》 발매.
4. 첫 번째 정규앨범 《TRI-ANGLE》 선주문 20만장.
5. 중화민국 The 15th GOLDEN MELODY AWARDS 시상 및 특별공연.
6. 일본 방문기념 싱글 《Hug》 (International) 발매.
7. 한정판 화보집 《東方神起 The Second Story Book-The Way U Are》 발매.
8. 중화인민공화국 최대 야외음악축제인 상해 '풍하음악계' 한국 대표로 참석, 공연.
9. 중화민국 G-MUSIC 'G풍운방' 아시아차트 《TRI-ANGLE》 앨범판매 1위.
10. 중화민국 HIT FM Asia Chart에서 〈믿어요〉로 2주 연속 1위.

### 2005년
1. 올림픽 주경기장에서 열린 2집 쇼케이스 5만명 운집, 최대 규모 쇼케이스 기록.
2. 한터차트가 발표한 2005년 가수별 음반 판매량 결산 차트 1위 (2004년 12월 25일~2005년 12월 24일)
3. 중화인민공화국 언론 선정 “2005 Asia Record”로 선정.
4. 대한민국 정규 2집 《Rising Sun》 선주문 13만장.
5. 대한민국 정규 2집 《Rising Sun》 핫트랙스 연간 음반 판매량 결산차트 1위
6. 첫 번째 영상화보집《東方神起 The 1st Photo Book Travel Sketches in Los Angeles》12억 5천만원 이상의 매출 기록.
7. 1년간 68만장 이상의 앨범 판매로 65억원 넘는 매출 올리며 국내가수 중 최고 기록. (2004년 9월 18일~2005년 9월 17일)
8. SMART 학생복 모델로 활동하며 2004년 대비 2005년 여름교복 판매율 20% 이상 급상승.
9. 미국 L.A. 홍보대사로 선정.
10. 중화인민공화국 최대 음악 시상식인 '펩시 음악풍운방 시상식' Opening 공연.
11. 중화인민공화국 '2008 베이징 올림픽 문화 페스티벌' 개막공연.
12. 타이 채널V International Music Chart에서 〈믿어요〉로 1위에 등극.
13. 일본 AVEX 여름 축제 'A-Nation 05' 첫 참가.

### 2006년
1. 2006년 정규 3집 앨범 《"O"-正.反.合.》으로 대한민국 무대에 컴백한 동방신기는 9월 28일부터 3일간 CD와 카세트로 120,000장을 판매하고, 10월 한 달간 180,000장을 판매했으며 2006년 총 340,000장의 음반을 판매하여 그 해 최고 음반 판매율을 기록해 골든디스크 대상을 수상하였다. 또한 Mnet KM Music Festival 최고 아티스트상, 서울가요대상 대상, SBS 가요대전 대상을 수상하여 2006년 연말 시상식 그랜드 슬램을 달성하였다.
2. 대한민국 정규 3집 《'O'-正.反.合.》 2006년 음반 판매량 1위.
3. 첫 번째 단독콘서트 "Rising Sun" 예매 사이트 25만명 동시접속/사내 인터넷 망 다운, 사상 최대 신기록.[1]
4. 통산 음반 판매량 200만장 돌파. (2006년 11월)[2]
5. 'All About 東方神起' 2006년 대한민국 DVD 판매량 1위.[3]
6. 독일 월드컵 대표팀 공식 Image Song '동방의 투혼'
7. 영화 '백만장자의 첫사랑' OST 메인 타이틀 곡〈인사〉참여.
8. 7th single 《Sky》로 일본 오리콘 차트 위클리 6위, 일본 제외 타국 가수 순위 중 최고 기록 갱신.
9. 8th single 《Miss You》로 일본 오리콘 차트 위클리 3위, 일본 제외 타국 가수 순위 중 최고 기록 재갱신.
10. 타이 '채널 V 뮤직비디오 시상식'(Channel V Music Video Awards) 사상 최초 2관왕.[4]
11. 타이 채널V 'International Top 100 of 2006' 〈Rising sun〉차트 사상 최초 4주 연속 1위 기록. (2월 18일~3월 11일)
12. 타이 채널V 'International Top 100 of 2006' 종합 순위 〈"O"-正.反.合.〉차트 사상 최초 7주 연속 1위 기록 재경신. (10월 21일~12월 2일)
13. MTV BUZZ ASIA 2006 대한민국 대표 선정.
14. 타이 채널V 'International Chart'〈My Destiny〉3주 연속 1위. (1월7일~1월 21일)
15. 말레이시아 988 'lchiban Chart' 〈동방의 투혼〉K-POP 부문 2주 연속 1위, 일본 싱글〈Begin〉J-POP 부문 2주 연속 1위, 일본 앨범〈Heart, Mind And Soul〉J-POP 부문 4주 연속 1위.
16. 말레이시아 Tower Record 음반판매량 차트 《Heart, Mind and Soul》2주 연속 1위, 《Rising Sun / Heart,Mind and Soul》2주 연속 2위.
17. 중화민국 '제 51회 아시아태평양영화제' 시상 및 특별공연.
18. 중화민국 《'O'-正.反.合.》으로 ‘G-Music 펑원방’아시아차트 1위, 종합차트 5위, ‘Five Music’아시아 앨범부문 1위.
19. 중화민국 타이틀곡 〈"O"-正.反.合.〉으로 Hit FM 아시아 차트 1위.
20. 2년 연속 올림픽 주경기장에서 쇼케이스 개최.
21. 동방신기 사진을 표지에 삽입해 출시한 과자“미스틱” 40여일 만에, 40억 넘는 매출 기록.
22. 일본 AVEX 여름 축제 'A-Nation 06' 참가.
23. THE 1st ASIA TOUR CONCERT "Rising Sun"  총 6회 81,000명 동원.
24. 일본 1st LIVE TOUR 2006～Heart,Mind and Soul～총 11회 16,000명 동원.

### 2007년
1. 2007년 8월 1일 발매된 12번째 일본 싱글앨범인 《SUMMER-Summer Dream/Song for you/Love in the Ice-》는 발매 첫 날 쟈니스 주니어의 그룹 Hey! Say! 7을 꺾고 오리콘 차트 일간 1위, 주간 2위, 월간 3위를 차지했다.
2. 2007년 일본에서 출시된 싱글 앨범인 〈Summer Dream〉은 일본 오리콘 차트, 데일리 차트 1위에 올라 일본 외 아시아 그룹의 싱글 중 최고의 기록을 2위에 이어 스스로 갱신했다.
3. 연예계 현업 종사자들이 뽑은 '가수 파워 No.1' 선정.
4. 대한민국 전자 정부 홍보대사 임명.[5][6]
5. THE 2ND ASIA TOUR CONCERT "O" 예매사이트 30만명 동시접속/서버 다운, 사상 최대 동시 접속자 수 신기록 경신.[7]
6. 2년 연속 인터파크 콘서트 티켓 판매 1위 기록.
7. 한국 그룹 최초 일본 부도칸 단독 공연, 티켓 오픈 3분만에 매진.[8]
8. 일본 CDTV 선정 '2007년에 가장 인기 얻을 것 같은 가수' 1위 선정.[9]
9. 'All About 東方神起2' 2007년 대한민국 DVD 판매량 1위. (2년 연속 그해 DVD 판매량 1위)
10. 드라마 '궁S' OST 〈Remember〉참여.
11. 드라마 '에어시티' OST 〈하루달〉, 〈All In Vain〉참여.
12. 드라마 '태왕사신기' OST 〈천년연가〉참여.
13. 일본에서 4월 1일, 첫 레귤러 라디오 'Bigeastion' 시작.
14. 동방신기 캐릭터 상품 'S-CUBE' 출시[10]
15. 역대 최장수 SMART 학생복 모델 (2004년 하반기~2007년)
16. 일본 12th single 《SUMMER～Summer Dream / Song For You / Love In The Ice～》 오리콘 데일리 1위, 위클리 2위, 먼슬리 3위.
17. 코다 쿠미의 싱글 〈LAST ANGEL〉에 피처링 참여.
18. 버즈 아시아 2007년 1월의 대한민국 대표 아티스트 동방신기 선정.
19. 타이 B2S 톱20 차트 일본 싱글 〈Lovin' You〉 1위에 랭킹.
20. 타이 채널 [V] International Chart 일본 싱글 〈Choosey Lover〉 3주 연속 1위, 〈SHINE〉 4주 연속 1위.
21. 타이 채널 [V] 'Top 10 of No.1 on Year Chart 2007' 1위 〈SHINE〉, 3위 〈풍선〉 (2년 연속 가장 오랫동안 1위에 머문 가수로 기록)
22. 타이 2년 연속 해외가수 사상 최다관객 동원.
23. 말레이시아 K-Pop & J-Pop Music Chart 〈O-正.反.合.〉 6주 연속 1위, 〈풍선〉 3주 연속 1위, 〈I'll Be There〉 9주 연속 1위 랭킹.
24. 말레이시아 Ichiban K-Pop & J-Pop 차트 일본 싱글 〈Choosey Lover〉 3주 연속 1위.
25. 일본 AVEX 여름 축제 'A-Nation 07' 참가.
26. 2007~2008 THE 2ND ASIA TOUR CONCERT "O" 총 13회 196,000명 동원.
27. 일본 2nd LIVE TOUR 2007～Five In The Black～ 총 16회 55,000명 동원.

### 2008년
1. 2008년 1월 16일 발매된 16번째 일본 싱글앨범 《Purple Line》은 Acid Black Cherry, WaT 등과 경쟁하여 오리콘 차트 일간 1위를 차지했고, 데뷔 이후 첫 오리콘 차트 주간 1위를 기록했다. 2008년 정규 4집 The 4th Album 《MIROTIC》의 타이틀 곡 〈주문-MIROTIC〉으로 대한민국 무대에 컴백한 동방신기는 9월 27일부터 12월 30일까지 500,000장에 가까운 음반 판매율을 기록하였다.[11]. 이로써 2008년 최고 음반 판매율로 골든디스크 대상, Mnet KM Music Festival 올해의 앨범상, 대한민국 문화연예대상 신세대 가요부문 대상, KBS 뮤직뱅크 연말결산 MVP를 수상함으로써 2008년 연말 시상식 대상을 모두 휩쓸었다. 2008년 일본 오리콘 차트 주간 총 4개의 싱글앨범 《Purple Line》, 《Beautiful you/千年恋歌》, 《どうして君を好きになってしまったんだろう？》, 《呪文-MIROTIC-》을 모두 1위에 올려 2008년 오리콘 위클리 차트 4회 1위를 하였고, 이는 J-POP 가수들을 통틀어 2008년 최다 기록이다. 또한 일본 역대 해외 아티스트 최초로 오리콘 차트 주간 4회 1위라는 기록도 갱신하였다.
2. THE 2ND ASIA TOUR CONCERT "O"(2007.02.23~2008.06.12)(대한민국, 중국, 대만, 태국, 말레이시아) 전석 표 매진
3. 대한민국 정규 4집 《주문-MIROTIC》 하프밀리언(500,000장) 돌파. (2003년 이후 국내 가요계 5년만의 하프밀리언)[12]
4. 2008 대한민국 문화산업 분야 유공자로 선정, 표창.
5. 일본 16th single 《Purple Line》 아시아 그룹 및 남성가수 최초 오리콘 위클리차트 1위.
6. 해외 아티스트 사상 최다 오리콘 위클리 싱글차트 1위 기록. (23th Single 《どうして君を好きになってしまったんだろう？》로 해외 아티스트 최초 통산 3회 위클리 1위)
7. 일본 2008년 오리콘 위클리차트 최다 1위. (Purple Line, Beautiful you / 千年恋歌, どうして君を好きになってしまったんだろう？, 呪文-MIROTIC - 총 4회)
8. 2008년 세계 기네스북에 '세계에서 팬이 가장 많은 가수'로 기록.
9. 미국 ‘퓨즈(FUSE) TV’의 음악프로그램 ‘엑설런트 어드벤쳐’(Excellent Adventure)에 'K-POP의 대표 아티스트'이자 '아시아 최고 스타'로 소개됨.[13]
10. 정규 4집《주문-MIROTIC》 선주문 33만장. (선주문 30만장은 2004년 서태지 이후 4년만의 기록)
11. 정규 4집《주문-MIROTIC》 온라인 및 오프라인 도소매 음반매장으로부터 주문 폭주, 발매일 이틀 연기.
12. 정규 4집《주문-MIROTIC》 앨범 구입 위해 서태지 이후 처음으로 음반매장 앞 줄서기 진풍경.
13. 정규 4집《주문-MIROTIC》 발매 당일 교보문고 핫트랙스 2000년 이후 음반매장 1일 최고매출 기록, 동방신기 음반 전용 계산대 설치.[14]
14. 정규 4집《주문-MIROTIC》 한국음악산업협회 기준 9월 차트 30만 7974장 판매하며 1위, 한터차트 기준 발매 2일만에 월간차트 1위, 6일만에 10만장, 2주만에 20만장 돌파.
15. 9월 26일 발매된 《주문-MIROTIC》 11월 30일까지 46만 6814장 판매.[15]
16. 2000년 이후 국내 가요계 최초 정규앨범 4연속 30만장 이상 판매.[16]
17. 〈주문-MIROTIC〉으로 국내 음반차트 정상은 물론 타이, 일본, 중화민국 등 아시아 각국 차트 1위 석권.[17]
18. 일본 최대 음반 매장 HMV 아시아차트 1위 《주문-MIROTIC》, 9위 《The Christmas gift from 東方神起》.
19. 중화민국 G-MUSIC 풍운방(風雲榜), FIVE MUSIC, CC RECORD 아시아 음악차트 1위 《주문-MIROTIC》
20. 타이 B2S, 그라모폰(GRAMOPHONE) 등 음반판매집계 차트 1위 《주문-MIROTIC》
21. 타이틀곡 〈주문-MIROTIC〉중화민국 HIT FM ‘Hito 파이항방(排行榜)’아시아차트, 타이 채널[V] Countdown 인터내셔널차트 1위.
22. 서울광장에서 정규 4집 쇼케이스 개최, 2만 5천여 명 운집.[18][19]
23. 일본 정규 3집 《T》 7초만에 품절, 세계 음반 순위 집계 19위 달성.
24. 유니버설 스튜디오 재팬(Universal Studio Japan)의 아시아 친선대사로 선정.
25. 2008년 일본 최대 유선 방송 기업인 USEN의 연간 리퀘스트 랭킹 1위, 종합 랭킹 4위 <どうして君を好きになってしまったんだろう？>[20]
26. 스페인 공영방송 뉴스 'Spanish National TV - Spain News Antena 3 A3N'에 소개됨.
27. 일본 Nifty 검색 키워드 랭킹 남성유명인 종합랭킹 4위, 저명인 블로그 2위.
28. tvN 조사 2008년 연예인 몸값 1위.
29. 일본 유력 일간지 요미우리 신문 최초 품절 사태.
30. 동방신기의 화보집이 부록으로 실린 패션잡지 'Singles' 1월호, 발매한 지 3일만에 전판 매진.
31. 데뷔 이후 2004년 4월부터 2008년 9월까지 지구 60바퀴에 해당하는 거리를 이동하며 해외 활동.
32. 대한민국 문화체육관광부 선정 대중문화 발전 공로 표창.
33. 일본 AVEX 여름 축제 'A-Nation 08' 참가.
34. 일본 3rd LIVE TOUR 2008～T～ 총 17회 공연, 240,000명 동원.
35. 한국 그룹 최초로 일본 '홍백가합전' 출전.

### 2009년
1. 2008년 12월 29일 대한민국 활동 종료 후, 바로 2009년 1월 21일에 25번째 싱글 《Bolero》를 릴리즈. 이 싱글에는 믹키유천 작사, 작곡, 편곡의 〈Kiss The Baby Sky〉와 영웅재중 작사, 작곡의 〈忘れないで〉도 함께 수록됐다. 25th single  《Bolero》는 통산 5번째 오리콘 위클리 싱글차트 1위. 다시 한번 외국인 아티스트 최고 기록 갱신. 오리콘 차트1 월 월간 2위, 2월 월간 4위에 올랐다. 2009년 4th Album  《The Secret Code》 발매 이후 오리콘 앨범 차트 주간 1주 2위, 2주 3위, 3주 7위, 4주 10위, 5주 17위, 6주 17위, 7주 13위, 8주 25위, 9주 36위, 10주 39위 등 현재 317,314장의 판매고를 올렸다. 2009년 27th single 《Share The World》 발매 이후 오리콘 싱글 차트 일간, 주간에서 1위를 차지하며 통산 6번째 1위에 올랐다.[21] 2009년 재중, 유천의 유닛 싱글 《COLORS～Melody and Harmony / Shelter (JEJUNG & YUCHUN from 東方神起)》 발매 이후 오리콘 싱글 차트에서 일간, 주간 1위를 차지, 먼슬리차트 3위를 달성했다. 2009년 4th LIVE TOUR 2009～The Secret Code～(DVD)가 발매 이후 오리콘 DVD 차트일간, 주간에서 1위를 차지하며 통산 7번째 1위에 올랐다. 연간차트 9위에 올랐다. 2010년 29th single 《Break Out!》 발매 이후 오리콘 싱글 차트 일간, 주간 월간에서 1위를 차지했으며 통산 8번째 1위에 올랐으며 플라티나등급(250,000장 이상)으로 지정되었다.
2. Global Music Entertainment Channal MTV의 온라인 시상식 ‘Best Awards’에서 2008년 최고의 가수 선정.
3. 프랑스에서 4집 앨범 《주문-MIROTIC》 <2008 Best Asia Album>으로 선정.
4. 한국 그룹 최초 도쿄돔 단독 공연.[22]
5. 2009 세계 기네스북 '세계에서 가장 사진이 많이 찍힌 연예인' 등극.[23]
6. 日 애니 '원피스' 오프닝곡 '2연속' 선정.
7. 美 헐리웃 영화 '분노의 질주' OST 삽입 <Rising Sun>.
8. 베네수엘라 라디오 COUNTDOWN  '제일 많이 듣는 노래' 1위 <주문-MIROTIC>.
9. 스포츠조선닷컴이 주관한 '제1회 아이돌 Awards' 1위.
10. 《주문-MIROTIC》, 국내 최초 청소년 유해매체 취소 판결.
11. 타이 '채널 V 뮤직비디오 시상식'(Channel V Music Video Awards) 2년 연속 '아시안 인기 아티스트' 선정.
12. 일본 정규 4집 《The Secret Code》로 14주차 유나이티드 World Chart 앨범 부문 4위 기록.[24].
13. THE 3RD ASIA TOUR CONCERT "MIROTIC" 서울 공연 보기 위해 아시아팬 대거 입국, 40억원 유발 효과.
14. 2006년 첫 단독 콘서트 이래 서울 공연 총 13회 연속 매진.
15. 25th single 《Bolero》 오리콘 위클리 싱글차트 1위, 1월 오리콘 먼슬리 싱글차트 2위와 2월 먼슬리 싱글차트 4위를 기록.
16. 26th single 《Survivor》 오리콘 위클리 싱글차트 1위 기록.
17. 일본 정규 4집 《The Secret Code》 플라티나 등급 랭크, 오리콘 상반기 결산 앨범 랭킹 10위. (누적 317,699장)
18. 27th single 《셰어 더 월드(Share The World)/위 아!(We Are!)》 초동 98,033장을 기록하며 오리콘 위클리 싱글차트 1위, 먼슬리 싱글차트 2위 기록. (누적 180,826장)
19. 28th single 《Stand By U》 발매 당일 94,838장 판매, 발매 6일 연속 데일리차트 1위, 위클리차트 아라시에 이어 2위를 차지하며 동방신기가 발매한 싱글 중 최고 초동인 182,068장 판매. (누적 233,057장)
20. 'Five in the Black'(앨범), '3rd LIVE TOUR 2008 ~T~'(DVD), 'Stand by U'(싱글), 'COLORS～Melody and Harmony / Shelter'(싱글), '4th LIVE TOUR 2009～The Secret Code～'(DVD) 골드 앨범 인정.
21. 일본 AVEX 여름 축제 'A-Nation 09' 참가.
22. 일본 4th LIVE TOUR 2009～The Secret Code～ 총 21회 공연. 도쿄돔 입성 2일간 100,000명 동원. 총 350,000명 동원. (한국가수 역대 최다 관객 동원 기록)
23. THE 3RD ASIA TOUR CONCERT "MIROTIC" 총 8회 151,000명 동원.
24. 한국 tvN 조사 2009 최고 매출 연예인 1위. (약 1263억 7천+α)
25. 日 츠타야 조사 '좋아하는 아티스트 랭킹 2009 가을' 10대-4위/20대-6위/30대-9위/40대-3위 종합-4위.[25]
26. 유닛 Single 《COLORS～Melody And Harmony / Shelter (JAE JUNG & YOO CHUN From 東方神起)》발매 당일 103,940장 판매로 첫날 판매량 최고기록 갱신, 데일리,위클리 1위, 먼슬리 3위.
27. 4th LIVE TOUR 2009～The Secret Code～(DVD)가 170,847장 판매, 아시아 아티스트 최초 오리콘 위클리차트 1위. (누적 281,745장)
28. 4th LIVE TOUR 2009～The Secret Code～(DVD)가  日 오리콘 차트 해외 아티스트 역대 초동 판매 1위 기록. (17.1만) 해외 아티스트 1위로는 비틀즈-채플린에 이어 3번째[26]
29. 일본 최대 음반 매장 HMV 2009년 연간 판매 랭킹 1위. 《The Secret Code》
30. 일본 CDTV 2009년 가장 눈에 띄는 히트를 친 가수 1위.
31. 일본 오리콘스타일 액세스어워드‘09 아티스트 인터뷰부분 1위.
32. 日 OCN 2009 남성유명인 연간 검색어 키워드 랭킹 2위.[27]
33. HMV, 2009년 장르별 연간 매상 랭킹 (AlBUM 9위), (DVD 1위,5위, 6위)[28]
34. 2009 Yahoo! Japan 검색 워드 랭킹 - 인명 랭킹 2위.[29]
35. 日 2009년 가장 활약한 유명인 랭킹 2위.[30]
36. 일본 2009년 USEN J-POP 연간 종합 랭킹 2위 <Stand By U>, 12위 <Bolero>, 연간 리퀘스트 랭킹 3위. <Stand By U>, 14위. <Bolero>
37. 日 음반판매 903억 아라시 이그자일에 이어 3위 등극.[31]
38. 한국 그룹 최초로 일본 홍백가합전 2년 연속 출전

### 2010년
1. 2007년부터 2010년까지 일본 레코드 협회에서 《SUMMER》, 《T》, 《Beautiful you/千年恋歌》, 《どうして君を好きになってしまったんだろう？》, 《呪文-MIROTIC-》, 《Survivor》, 《Bolero》, 《Share The World》, 《3rd LIVE TOUR 2008 ~T~(DVD)》, 《Five in the Black》, 《COLORS ～Melody and Harmony～/Shelter》, 《History In Japan Vol.4(DVD)》, 《TOHOSHINKI VIDEO CLIP COLLECTION -THE ONE-》, 《XIAH junsu》의 총 14장이 골드등급(10만장이상)으로 지정되었다. 또한 《Stand by U》, 《The Secret Code》, 《Break Out!》, 《時ヲ止メテ》, 《4th LIVE TOUR 2009～The Secret Code～(DVD)》의 총 5장이 플래티넘 등급(250,000장 이상)으로 지정되었다. 또한 첫 번째 베스트 앨범 《BEST SELECTION 2010》는 더블 플래티넘(500,000장 이상)으로 지정되었다. 2010년 일본에서 첫 번째 베스트 앨범 《BEST SELECTION 2010》를 발표한 후 처음으로 오리콘 앨범 차트 일간, 주간, 월간에서 모두 1위를 차지하였으며 더블 플래티넘을 달성했다. 1주 1위, 2주 2위, 3주 6위, 4주 16위, 5주 17위, 6주 21위, 7주 21위 8주 14위, 9주 21위 등 현재 561,640장 판매고를 올리며 통산 9번째 1위에 달성했다. 2010년 30th 싱글 《時ヲ止メテ》 오리콘 차트 일간, 주간 모두 1위 달성과 동시에 월간 2위를 차지했으며 통산 10번째 1위에 올랐다. 2010년 DVD 《TOHOSHINKI VIDEO CLIP COLLECTION -THE ONE-》 오리콘 차트 일간, 주간 모두 1위를 차지했으며 통산 11번째 1위에 올랐다.
2. 2010년, 〈Break Out!〉, 〈時ヲ止メテ〉를 발매 이후 모두 위클리 차트 1위에 올라 2008년~2010년 오리콘에서 역대 해외 아티스트 중 오리콘 싱글 위클리 차트 8회 1위를 달성한 최초의 주인공이 되었다.
3. 2010년 29th 싱글 〈Break Out!〉는 오리콘 싱글 데일리, 위클리, 먼슬리 차트 모두에서 1위를 달성하였다. 이후, 발매된 첫 번째 베스트 앨범 《BEST SELECTION 2010》는 발표한 후 처음으로 오리콘 앨범 데일리, 위클리, 먼슬리 차트 모두에서 1위를 차지하였으며 더블플래티넘(500,000장 이상)을 달성했다.
4. 2010년, 30th 싱글 〈時ヲ止メテ〉과 DVD 《TOHOSHINKI VIDEO CLIP COLLECTION -THE ONE-》는 오리콘 데일리, 위클리 모두에서 1위를 달성하였다. 또한 30th 싱글 〈時ヲ止メテ〉가 플래티넘을 달성했다. 2011년 31th 싱글 〈why?(Keep Your Head Down〉는 오리콘 싱글 데일리, 위클리, 먼슬리 차트 모두에서 1위를 차지하며, 플래티넘(250,000장 이상)을 달성했다.
5. 도쿄돔 라이브가 담긴 DVD 《4th LIVE TOUR 2009～The Secret Code～》가 오리콘 DVD 데일리, 위클리 차트 1위는 물론 연간차트인 이얼리 차트에서도 9위를 차지했다.  日에서 31년 동안 깨지지 않았던 기록이 동방신기에 의해 깨짐. (빌리 조엘이후 31년 8개월 만에 싱글과 정규 앨범 톱3 차트 동반 진입)[32]
6. 美 방송 "엘렌 드제네러스 쇼" 각국 시청자가 뽑은 기대주, 방송 섭외요청 쇄도.[33]
7. 29th single 《Break Out!》 오리콘 싱글 주간 차트 사상 해외가수 최고 판매 신기록 경신. (초동 255,917장으로, 엘튼존의 184,000장 기록을 12년 4개월만에 갱신)[34]
8. 29th single 《Break Out!》 오리콘 싱글 데일리, 위클리, 먼슬리 차트 모두 1위(한국가수 첫 먼슬리 1위), 플라티나등급 랭크. (누적 289,412장)[35]
9. 첫 번째 베스트 앨범《BEST SELECTION 2010》 아시아 男가수 최초 오리콘 주간 앨범차트 1위 기록(오리콘 앨범 데일리, 위클리, 먼슬리차트 모두 1위), 더블플래티넘 달성.(누적 판매량 581,125장)
10. 《BEST SELECTION 2010》 초동 412,861장으로, 본조비 제치고 14년 8개월만에 해외 그룹 사상 최다 초동 음반 판매량 기록 경신.[36]
11. 《BEST SELECTION 2010》 세계 음반 차트(United World Chart) 2010년 9주차 1위.
12. TOHOSHINKI VIDEO CLIP COLLECTION -THE ONE- 오리콘 DVD 종합차트 1위 차지하며, 해외가수 역대 DVD 종합차트 1위 횟수 경신. (해외가수 DVD 종합차트 1위 기록: 동방신기 2회/비틀즈 1회)
13. 뉴욕 'Z100(WHTZ) FM' 동방신기 소개.
14. 아르헨티나 최대 일간지 ‘Clarin’ 동방신기 소개, '세계적으로 급부상한 아티스트' 2위, 'international band'부문 2위, 앨범부문 1위(The Secret Code).
15. '엠카운트다운 200회 특집' 역대 최다 1위.
16. tvN '연예부기자 30인이 뽑은 남자 아이돌 그룹 서열' 1위.
17. 중화민국 《Break Out!》으로 G-MUSIC 아시아 차트, FIVE MUSIC 한일차트 1위.
18. 일본 아마존 10주년 기념 '명예의 전당 아티스트'에 이름 올림.
19. 일본 상반기 아티스트 별 음반(싱글,앨범) 매출 1위. (약 23억엔)
20. 日 오리콘 상반기 앨범 판매량 3위 《BEST SELECTION 2010》(54만 7천장으로 1위 아무로 나미에와 1만9천장 차이)
21. 일본 타워레코드 상반기 앨범 판매량 2위 《BEST SELECTION 2010》
22. 중화민국 《BEST SELECTION 2010》으로 FIVE MUSIC, ROSE RECORDS, CCR&KMCC 차트 1위.
23. 일본 잡지 JJ 35년만의 첫 남성 표지모델, 발매 2일 만에 품절, 발간 이래 처음으로 중판.(초판 170,000 품절/60,000부 재판 품절/70.000부 재인쇄중)[37]
24. 30th single 《時ヲ止メテ》 초동 판매량 195,250장을 기록, 오리콘 데일리, 위클리 모두 1위. 먼슬리는 2위. (누적 228,448장)
25. 2010 Yahoo! Japan 검색 워드 랭킹 - 인명 랭킹 3위, 블로그 검색 랭킹 1위, 동영상 검색 랭킹 4위.
26. 日 OCN 2010 남성유명인 연간 검색어 키워드 랭킹 1위.
27. 2010년 日서 100만장 판매 돌파… 매출 1,300억원 활동 없이도 일본 전체 2위.[38]

### 2011년

#### -한국 앨범이 세운 기록
- 한국 정규 5집 《WHY》
  1. 상반기 음반 판매량 1위, 23만장 돌파. 2위인 빅뱅과는 10만장이라는 현격한 차이 독보적 1위. 《왜 리패키지(REPACKAGE)》까지 합산하면 30만장 돌파.[39][40][41]
  2. 한국 음원, 뮤비, 음반 1위 석권.[42][43]
  3. 한국 음악방송 3주 연속 1위 석권 및 24일간 7번 대기록 경신. 후속곡 《BEFORE U GO》로 다시 지상파 음악방송 1위.[44][45]
  4. 마이클 잭슨 이어 세계 음반 차트(United World Chart) 1월 셋째 주 앨범 차트 4위.[46][47][48][49][50]
  5. 대만 정식 라이선스 전 수입 물량만으로 대만의 3대 음반판매량 집계차트 1위 석권(G-MUSIC 風雲榜, FIVE MUSIC, Kuang nan) .[51][52]
  6. 타이 채널V 'Asian TOP 50 Year End Chart 2011' 3위 .
  7. 타이틀곡 〈Why〉가 브라질 MTV 세계 뮤직비디오차트에서 브리트니 스피어스도 제치고 2위.[53]
  8. 타이틀곡 〈Why〉가 전 세계 유튜브 차트 일일 최다 조회 동영상 선정(일본, 중화민국, 홍콩, 캐나다, 영국, 프랑스, 스페인, 이탈리아, 네덜란드, 스웨덴, 아르헨티나, 브라질, 러시아 등)[54][55]
  9. 제38회 《한국방송대상》 가수상 수상[56][57][58]
  10. MBC 방송연예대상 K-POP 부문 특별상 수상[59]
  11. 《2011 SBS MTV Best Of The Best》Artist of the Year [왜 Keep Your Head Down][60]
  12. 2011년 1월 유노윤호, 최강창민의 2인조 재편 후 컴백하여 정규 5집 《왜 (Keep Your Head Down)》를 발표하였으며, 2011년 일반판 263,412장, 리패키지 58,734장을 판매
- 2008년 발매한 한국 정규 4집《MIROTIC》
  1. 60만장 돌파(2011.11.21~2011.11.27 한터 주간차트 기준).

#### -일본 앨범이 세운 기록
- 일본 정규 5집 《TONE》
  1. 일본 초동 판매 20만 4098장 기록하며, 11년 4개월 만에 본조비 기록 돌파.[61][62][63]
  2. 미국 빌보드서 일본에서 본조비 기록 깬 동방신기 조명[64]
  3. 일본 오리콘 데일리, 위클리, 먼슬리차트 모두 1위 기록, 발매 이틀만에 플래티넘 등급 랭크. (누적 331,320)[65]
  4. 대만 MTV 음반 판매 차트 1위! 24만장 돌파.[66]
  5. 세계 음반 차트(United World Chart) 2011년 41주차 앨범 차트 4위.
  6. 2011년 9월 일본 정규 5집 《TONE》를 발표하며 초동 판매량 204,980장으로 오리콘 앨범 차트 주간 1위를 차지하였으며 총판 331,320장을 기록
- 일본 31번째 싱글 《Why?（Keep Your Head Down)》
  1. 발매 당일 13만3223장 판매, 초동 22만 5049장을 기록하며 오리콘 싱글 데일리차트, 위클리차트, 먼슬리차트 모두 1위 기록. (누적 286,056)[67][68][69]
  2. 日오리콘 통상 9번째 1위로 동방신기 자신들이 세운 해외 아티스트 사상 역대 최다 1위, 최초 기록 갱신, 신기록[70][71]
  3. 日 최대 모바일 음악사이트 '레코초쿠' 다운로드, 벨소리, 비디오 클립, 착신 무비 1위, 'iTunes Store' 종합 뮤직차트, 뮤직비디오차트 1위.[72]
  4. 日 오리콘 선정 '2011년 최고의 K-POP 아티스트 싱글 앨범'[73]
  5. 일본 FUJI Music Fair 선정 2000년대 명곡.
  6. 2011년 1월 26일 일본에서 동명의 앨범 《Why?（Keep Your Head Down)》을 발매하여 초동 판매량 231,498장으로 오리콘 싱글 차트 주간 1위 차지.
- 일본 32번째 싱글 《Superstar》
  1. 대만 MTV Chart Top20 1위, 대만 MTV 한-일 뮤직비디오 차트 1위 .[74]
- 종합
  1. 제25회 《일본 골드디스크 대상》The Best Album상, The Best MusicVideo상 수상
  2. 제53회 《일본 레코드 대상》우수 작품상
  3. 日 오리콘 선정 '2011 최고 활약한 K-POP 스타' 1위.[75]
  4. 일본 AVEX 여름 축제 'A-Nation 11' 참가, 8년 연속 엔딩 무대에 선 하마사키 아유미를 제치고 해외 가수 최초 엔딩 장식.[76]
  5. 한국 듀오 그룹 최초로 일본 홍백가합전 출전 (한국 그룹 최다 3회 출연)
- 기타
  1. 동방신기 모델로 기용한 日 소고·세이부 신용카드, CM 기간 동안 전년 대비 300~400% 실적 성장, 일일 500건이 넘는 카드 발급건수 기록.
  2. 편의점 세븐일레븐 재팬과 함께한 동방신기 콜라보레이션 상품, 판매 시작 하루만에 조기 품절.
  3. 동방신기가 직접 시식, 감수에 참여한 日 세븐일레븐 한식 주먹밥, 기존 인기상품 누르고 매출 1위 차지.
  4. GQ JAPAN 창간 100호 특집 '기억에 남는 표지' 1위.
  5. 동방신기, 日 검색 키워드 연간 랭킹 1위 올라(MSN 재팬 검색 키워드 연간 랭킹 2011 - 남성 유명인 TOP50 1위, Yahoo! Japan 2011 검색 워드 랭킹 남성 인명부문 2위.)[77][78]
  6. 드라마 '아테나: 전쟁의 여신' OST 〈아테나(ATHENA)〉참여.
  7. 드라마 '파라다이스 목장' OST 〈Journey (Original Sound Track Ver.)〉참여.

### 2012년

#### -한국 앨범이 세운 기록
- 2011년 발매한 동방신기 한국 정규 5집 《Why》
  1. 제1회 《가온 차트 K-POP 어워드》올해의 가수상 앨범부문 1분기 수상[79]
- 한국 정규 6집 《Catch Me》
  1. 한국 3주 연속 주간 음반차트 1위[80]
  2. 한국 정규 6집 《Catch Me》 페루 RPP뉴스 2012년 최고의 K-Pop 앨범 1위[81]
  3. 4년만의 단독콘서트인 《LIVE WORLD TOUR "CATCH ME》의 첫 포문을 여는 서울 콘서트 2만 5천석, 티켓 오픈 3분만에 전석 매진[82][83][84]
  4. 타이틀곡 〈Catch Me〉로 태국 Channel [V] 아시안 차트 6주 연속 1위, True Music Channel의 True Music Top 20 차트 3주 연속 1위[85]
  5. 타이틀곡 〈Catch Me〉 대만 G-MUSIC 아시아 차트 1위[86][87]
  6. 타이틀곡 〈Catch Me〉 뮤직비디오, 중국 '인위에타이' K팝 뮤직비디오 주간 차트 4주 연속 1위[88][89]
  7. 〈Catch Me〉 미국 ABC 방송국 인기 토크쇼  ‘라이브! 위드 켈리 앤드 마이클(Live! with Kelly and Michael)’ 오프닝곡으로 사용.[90][91]
  8. 2012년 9월 한국 정규 6집 《Catch Me》를 발표하였으며 2012년 일반판 256,447장, 리패키지 80,386장을 판매
- 기타
  1. Kpopstarz 선정 2012년 상반기 가장 세계적으로 영향력 있는 최고의 K-pop 그룹 1위.
  2. 스포츠서울 설문조사, '100인의 아이돌에게 물었다' 아이돌이 뽑은 부문별 최고 -  'K팝 대표 남자 아이돌 그룹' 동방신기.

#### -일본 앨범이 세운 기록
- 일본 34번째 싱글 《STILL》
  1. 오리콘 데일리차트 1위, 위클리차트 1위, 먼슬리 차트 3위 기록, 골드인증 획득! 오리콘 위클리 10회 1위로 오리콘 역사상 45년만에 최초 기록이자 해외 아티스트 사상 역대 최초의 기록. 동방신기 자신들이 세운 해외 아티스트 사상 역대 최다 1위, 최초 기록 갱신, 신기록[92]
  2. 일본 34번째 싱글 《STILL》 2012년 일본 USEN J-POP 연간 리퀘스트 랭킹 7위[93]
- 일본 35번째 싱글 《ANDROID》
  1. 오리콘 데일리차트 1위, 위클리차트 1위, 먼슬리 차트 4위 기록. 오리콘 위클리 차트 통상 11번째 1위로 동방신기 자신들이 세운 해외 아티스트 사상 역대 최다 1위, 최초 기록 갱신, 신기록[94]
  2. 일본 35번째 싱글 《ANDROID》까지 일본 싱글 누적 판매량 310만장 돌파로 미국 듀오 카펜터스가 갖고 있던 기록을 10년 10개월 만에 돌파, 신기록. 해외 그룹 사상 판매량 역대 1위[95][96][97]
- 일본 5번째 라이브 투어(TOHOSHINKI LIVE TOUR 2012 ~TONE~)
  1. 3개월간 1000억 매출, 일본 전국투어 26회 전석 매진, 55만명 관객 동원, 한국 가수 역대 최다 관객 동원 신기록[98][99][100][101]
  2. 도쿄돔 3회 공연…마이클 잭슨, 백스트리트 보이즈 이후 11년만[102][103]
  3. 《Tohoshinki LIVE TOUR 2012 TONE》오리콘 DVD 위클리 차트 1위 차지, 오리콘 위클리 DVD 종합차트 통산 4회 1위를 차지하며 자신들이 세운 역대 해외 아티스트 최다 1위 기록을 갱신함과 동시에 2작품 연속 위클리 1위로 해외 아티스트 사상 최초로 DVD차트 2작품 연속 위클리 1위를 차지하는 신기록까지 추가[104][105][106]
- 종합
  1. 제26회 《일본 골드디스크 대상》Best 3 Album상
  2. 《빌보드 Japan Music Awards 2011》최우수 팝 아티스트상[107]
  3. 2012 한, 일 누적 음반판매량 1200만장. 2012 일본 누적 음반판매 1조 3천억 원 매출 등 동방신기의 세계적 기록(2014.01.14 MBC 기분좋은 날)[108]
  4. 2012년 일본 DVD 판매 매출액 10억엔(약 137억원) 이상 기록. (10억엔 이상 판매된 음악 영상 미디어는 동방신기와 AKB48이 유일)[109][110]
  5. 동방신기는 정규앨범 없이 싱글과 DVD만으로 20억4100만엔(한화 약 250억원)의 매출을 올리며 '2012 연간 아티스트 별 총매출' 종합 순위 상위권에 랭킹[111]
  6. 일본 AVEX 여름 축제 'A-Nation 12' 참가, 2년 연속 엔딩 무대 장식.
  7. 日 사상 최대 규모의 팬클럽 이벤트 개최, 10만명 동원[112]
- 기타
  1. 일본 아이스크림 '목장 시보리', 동방신기 모델 기용 후 70% 판매량 증가, 아이스크림 업계 전반 중 가장 높은 판매 증가율 기록[113]
  2. 멕시코 동방신기 모델 미샤 향수 'L’EAU DE MISSHA' 발매 첫 날 품절.
  3. 일본 유명 잡지 CD&DL 동방신기 특집 호 발매와 동시에 품절, 이례적 증쇄 결정[114][115]

### 2013년

#### -한국 앨범이 세운 기록
- 2012년 발매한 한국 정규 6집 《Catch Me》
  1. 제2회 《가온 차트 K-POP 어워드》올해의 가수상 앨범부문 4분기 수상[116]
  2. 《2012 allkpop awards》Best Music Video상
- 동방신기 라이브 월드 투어 (TVXQ! LIVE WORLD TOUR "Catch Me")(2012.11.17~2013.07.20)
  1. 한국, 중국, 홍콩 말레이시아, 미국, 칠레 6개국에서 개최
  2. 첫 번째 월드 투어 (아시아투어는 2006년부터 쭈욱)
- 기타
  1. 제8회 《아시아 모델상 시상식》아시아스타상 동방신기(유노윤호, 최강창민) 수상.
  2. 《한류 10주년 대상》남성그룹 부문 그랑프리

#### -일본 앨범이 세운 기록
- 6번째 라이브 투어 (TOHOSHINKI LIVE TOUR 2013 ~TIME~)
  1. 일본의 성지로 불리는 日 최대 공연장 닛산 스타디움 해외 가수 최초이자 역대 13번째로 공연.[117][118]
  2. 일본 5대 돔 투어(사이타마 수퍼 아레나 + 5대 돔 + 닛산 스타디움) 6th LIVE TOUR 2013 TIME 총 18회 공연, 850,000+명 동원. (일본 5대 돔 투어는 한국 가수 역대 최초이자 본조비에 이은 역대 해외가수 4번째 기록. 한국 가수 역대 최다 관객 동원 기록)[119][120][121][122]
  3. 일본 5대 돔 투어 총 85만명 동원으로 티켓 매출액만 1020억원 추산[123][124]
- 일본 정규 6집 《TIME》
  1. 초동 24만 3827만장으로 정규앨범 2작 연속 첫주 20만장 돌파. (본조비 이후 12년 10개월 만의 해외그룹 사상 2번째 기록)[125][126]
  2. 발매 첫날 16만 719장 판매되며 오리콘 데일리, 위클리, 먼슬리 차트(2013년 3월) 모두 1위 기록, 플래티넘(25만 장 이상) 등급 랭크.
  3. 세계 음반 차트(United World Chart) 2013년 week 12 앨범 차트 1위.[127]
  4. 오리콘 연간차트 10위(29만8389장 / 2013년 앨범 TOP 100 / '12 12.24  ~ '13 12.16)[128][129]
- 일본 36번째 싱글 《Catch Me》
  1. 오리콘 데일리 차트 1위, 위클리 차트 1위, 먼슬리 차트 4위 기록
  2. 일본 36번째 싱글 《Catch Me》로 오리콘 日오리콘 위클리 차트 통상 12번째 1위로 동방신기 자신들이 세운 해외 아티스트 사상 역대 최다 1위, 최초 기록 갱신, 신기록[130][131][132]
- 일본 37번째 싱글《OCEAN》
  1. 오리콘 위클리 차트 2위[133]
- 일본 38번째 싱글《SCREAM》
  1. 오리콘 데일리 차트 1위[134]
  2. 2013 영화 타이업 싱글 5위(사다코 3D)
- 《LIVE TOUR 2013 TIME FINAL in NISSAN STADIUM》 공연 실황 DVD
  1. 오리콘 공연 DVD 7위(13만2011장 / 2013 공연 DVD 톱50)
  2. 데일리 차트 1위(12.17), 위클리 DVD 랭킹 종합 1위, 종합 뮤직 DVDㆍBD 부문의 주간차트 1위, 해외 가수 최초 DVD 3개 부문 연속 1위. (해외 아티스트 중 영상 부문 통산 6회 최다 1위, 최다 4회연속 1위, 최다 1위 획득년수)[135][136][137]
- 종합
  1. 2013 오리콘 싱글 톱100 中 4장 랭크, 韓 가수 중 최고 순위 기록.[138]
  2. 일본 언론 보도 '전 세계에서 가장 높은 수익을 기록한 K팝 아티스트 랭킹' 1위 동방신기. 2위인 소녀시대의 2배를 가뿐히 뛰어넘는 넘사벽 수익.[139]
  3. 2013 오리콘 연간 아티스트 음반 매출액 9위(한국 가수 중 1위) 34억 6990만엔(한화 약 359억2,456만)
  4. 10년간 최고의 앨범 1위 4집 《MIROTIC》 A버전, 5위 4집 《MIROTIC》 B버전, 8위 2집 《Rising Sun》
  5. 핫트랙스 10년간 최고의 앨범 TOP 10 中 3개, TOP 100 中 9개 앨범 랭크 (11위 《MIROTIC》 C버전, 19위 《'O'-正.反.合.》 CD+DVD, 36위 《'O'-正.反.合.》 CD, 58위 《'O'-正.反.合.》 D버전, 65위 1집 《TRI-ANGLE》, 68위 《'O'-正.反.合.》 C버전)
  6. 일본 홍백가합전 출연 희망 가수 투표 1위[140]
  7. 일본 AVEX 여름 축제 'A-Nation 13' 참가, 3년 연속 엔딩 무대 장식.[141]
- 기타
  1. 동방신기가 표지 모델인 '더 셀러브리티' 잡지 부문 주간 베스트 도서 1위. 출간 당일 온라인 서점 완판 매거진 최다 판매 기록, 오프라인상 초판 4일만에 소진. 이례적 추가 발행[142]
  2. 日 요미우리 신문, 일본인이 가장 친밀감을 느끼는 한국인 5위.
  3. Yahoo! Japan 남자연예인 검색순위 4위
  4. 표지모델로 나선 일본 잡지 'PATi PATi' 발매 당일 품절, 창간 30년만에 첫 추가인쇄.[143]

### 2014년

#### -한국 앨범이 세운 기록
- 한국 정규 7집 《TENSE》
  1. 빌보드 차트 월드 앨범 부문 2위(01.20 위클리)[144][145][146]
  2. 세계 음반 차트(United World Chart) 2014년 week 4 앨범 차트 3위(8,9000), week 5 앨범 차트 8위[147][148]
  3. 日정식발매 전 불구 오리콘 위클리 차트 4위[149]
  4. 한국 1월 월간 음반 차트 1위[150]
  5. 타이틀곡 〈Something〉 한국 음악방송 3주 연속 1위. 지상파 케이블 1위 석권. 총 7회 1위 기록[151][152][153]
  6. 한국 대만 동시 주간 음반차트 1위 석권(한국 한터차트, 핫트랙스, 신나라레코드 등 각종 국내 음반 판매량 집계 사이트에서 주간차트(1월6~12일) 1위, 대만 음반 판매량 집계 차트 FIVE MUSIC 에서도 한일 주간차트(1월3~ 9일) 1위)[154][155]
  7. 베트남과 일본의 아이튠즈 메인 앨범 차트에서도 1위[156]
  8. 한국 7집 리패키지 앨범 수록곡 중 유노윤호의 자작곡이자 솔로곡 〈11월... 그리고(November With Love)〉가 중국 바이두 킹차트(6주차~7주차, 14.05.19~140601) 1위 및 음원차트 신기록 수립[157]
  9. 한국가수 중 처음으로 멕시코 유명 프로그램에 정식 소개.[158]

#### -일본 앨범이 세운 기록
- 일본 정규 7집 《TREE》
  1. 첫날 15만 6491장 판매되며 오리콘 데일리, 위클리, 먼슬리 앨범 차트 모두 1위 기록[159][160]
  2. 초동 22만 5000장으로 정규앨범 3작품 연속 첫주 20만장 돌파 (역대 해외 그룹 사상 최다 기록 - 본조비의 정규앨범 2작품 연속 첫주 20만장 돌파 기록을 13년 10개월만에 갱신)[161]
  3. 일본 오리콘 위클리 앨범 차트 통산 4회 1위 기록, 정규앨범 3작품 연속 오리콘 위클리 앨범 차트 1위 기록 (본조비의 기록 13년 만에 경신, 본조비와 타이기록)[162][163][164]
- 일본 정규 8집 《WITH》
  1. 첫 주 23만 3000장이 판매되며 오리콘 데일리, 위클리, 먼슬리 앨범 차트 모두 1위 기록[165]
  2. 일본 정규 8집 《WITH》로 정규앨범 4작품 연속(5집 TONE~8집 WITH) 오리콘 위클리 앨범 차트 1위 기록, 본조비를 제치고 신기록 수립(본조비의 기록 5년 1개월만에 경신, 신기록)[166]
  3. 동방신기 '베스트 셀렉션 2010'까지 포함한다면 위클리 앨범 차트 통산 5회 1위 기록을 세워 미국의 사이먼앤가펑클, 본조비가 세운 해외 그룹 최다 1위 기록과 동률[167]
- 일본 42번째 싱글 《Time Works Wonders》
  1. 오리콘 데일리 차트 1위[168]
  2. 역대 해외 가수 싱글 총 판매량 1위 신기록(누적 판매량 408만장). 오리콘 주간 싱글 차트 톱 10 최다 진입(통산 34작품)(싱글 누적 판매량 총 408만 8000장으로 홍콩 가수 아그네스 찬이 갖고 있던 401만장을 돌파해 오리콘 사상 해외 아티스트 싱글 총 판매량 1위)[169][170]
- 7번째 라이브 투어 (TOHOSHINKI LIVE TOUR 2014 ~TREE~)
  1. 동방신기, 日투어 3년만(2012~2014)에 200만 동원…해외 가수 최단 신기록[171]
  2. 동방신기, 해외 아티스트 사상 최초로 3년 연속 도쿄돔 및 오사카 쿄세라돔 단독 콘서트 개최 신기록[172]
  3. 《Tohoshinki LIVE TOUR 2013 TIME FINAL in NISSAN STADIUM》 공연실, 2014년 오리콘 연간 DVD 차트 1위(73,933) / Blu-ray 차트 6위(19,680) / ('13 12.23 ~ '14 02.03)
- 종합
  1. 제28회《일본 골드디스크 대상》5관왕 수상 (베스트 아시안 아티스트상, 올해의 앨범상, Best 3 Album상, 올해의 다운로드송, 베스트 뮤직비디오상)[173]
  2. 동방신기, 2014日음반매출 340억원..해외유일 '오리콘톱5'[174]
  3. 일본 AVEX 여름 축제 'A-Nation 14' 참가, 4년 연속 엔딩 무대 장식.[175]

### 2015년

#### -한국 앨범이 세운 기록
- 2014년 발매한 한국 정규 7집 《TENSE》
  1. 제4회 《가온 차트 K-POP 어워드》올해의 가수상 앨범부문 1분기 수상[176]
- 한국 스페셜 앨범 《RISE AS GOD》
  1. 한국 앨범 부문 7월 월간 1위[177]
  2. 한국 중국 음악 차트 1위 동시 석권[178][179]
  3. 더블 타이틀곡 유노윤호의 솔로곡 〈샴페인〉이 중국 바이두 음원 차트 4주 연속 1위(30주차~33주차), 41주차 다시 1위 진입! 유노윤호의 또다른 솔로곡 〈Komplikated〉와 3주 연속(31주차~33주차) 1, 2위 동시 석권. 바이두 음원차트에 신기록까지 수립했다.
  4. SM엔터 2015년도 매출킹 동방신기 1위! 총 390억원 매출 (정윤호 2015.07.21 입대에도 불구)[180]
- 동방신기 스폐셜 라이브 투어 《TOHOSHINKI LIVE TOUR 2015 ~WITH~》 (2014.12.06~2015.06.14)
  1. 한국, 중국, 대만, 태국 4개국 개최
  2. T1ST0RY 앙코르 콘서트 한국 전국 4개 극장과 일본 전국에서 라이브 뷰잉으로 생중계. 라이브뷰잉 일본 관객수만 10만명[181][182]
  3. 6월 네티즌들이 가장 가고 싶어하는 대형 콘서트 1위[183]

#### -일본 앨범이 세운 기록
- 8번째 라이브 투어 (TOHOSHINKI LIVE TOUR 2015 ~WITH~)
  1. 2번째 5대 돔투어 75만 관객 동원. 2012~2015 누적 관객수 275만명 기염.[184][185]
  2. 해외 아티스트 사상 최초 4년 연속 도쿄돔 공연 개최 (2012~2015)[186][187]
  3. 해외 아티스트 사상 최초 2번째 5대 돔투어 (2013, 2015)[188][189]
  4. 공연 실황을 담은 라이브 DVD&Blu-ray Disc(이하 BD) '동방신기 LIVE TOUR 2015 WITH'로 오리콘 위클리 차트 3개 부문 1위, 해외 가수 사상 최다 日 오리콘 DVD 차트 1위 신기록[190]
  5. 일본 오리콘이 집계한 日 올 한해 음반매출 ‘280억원’으로 10위! 한국 가수로는 최고 순위[191]
  6. 티켓 판매량이 가장 높은 아티스트 1위로 日 라이브 지수 1위 등극!‘원디렉션-러브라이브 제쳤다’[192]
  7. WITH 도쿄돔 공연 라이브 뷰잉으로 생중계. 7만 5000명 관객 동원. 라이브 생중계 부분 1위[193][194]
- 종합
  1. 일본 골드디스크 대상 2년 연속 5관왕! 제29회《일본 골드디스크 대상》5관왕 수상 (베스트 아시안 아티스트상, 올해의 앨범상, Best 3 Album상-동방신기 앨범 2장 선정, 베스트 뮤직비디오상)[195][196]
  2. 동방신기, 일본 오리콘 상반기 싱글 & 앨범 랭킹 한국 가수 최고 순위[197]
  3. 동방신기, 싱글 부문 연간랭킹에서 《스피닝》 《샹들리에》 《사쿠라미치》가 나란히 1∼3위를 차지했고, 앨범 부문에서도 일본 싱글 《사쿠라미치》, 일본 정규 8집 《WITH》’가 각각 1위와 3위![198]
- 동방신기가 보유한 일본 가요계의 기록들
  1. 역대 해외 아티스트 사상 최단 기간 200만 관객 동원(2012~2014)[199]
  2. 정규 앨범 4작품 연속 오리콘 위클리 차트 1위 신기록(2011년 5집 TONE~2014년 12월 발매한 8집 WITH)[200]
  3. 역대 해외 아티스트 사상 싱글 총 판매량 1위(2013년 35번째 싱글 《ANDROID》로 미국 가수의 기록을 10년 10개월 만에 돌파하고 신기록을 세웠으며 계속 갱신 중)[201][202][203][204][205]
  4. 오리콘 위클리 싱글 차트 최다 1위(2008~2015년까지 계속 자신들의 기록을 갱신하며 신기록 행진 중)
  5. 오리콘 위클리 싱글 차트 TOP10 최다 진입[206]
  6. 역대 해외가수 사상 싱글 발매 첫 주 최다 판매량 기록(2011년 발매한 일본 정규 5집 TONE으로 본조비의 기록 11년 만에 돌파)[207]
  7. 싱글 21작품 연속 오리콘 차트 TOP3 진입[208]
  8. 일본 골드디스크 대상 2년 연속 5관왕(2014, 2015)[209][210]
  9. 해외 가수 최초 4년 연속 도쿄돔 공연 개최(2012~2015)[211][212]
  10. 해외 가수 최초 2번째 5대돔 투어(2013, 2015), 해외 가수 최초이자 역대 13번째로 최대 규모 닛산 스타디움 공연(2013) 등[213][214][215][216]

### 군복무 중

#### -필름 콘서트
- 일본 데뷔 10주년 기념 일본 전국 47개 도도부현에서 동방신기 없는 동방신기 필름 콘서트 《東方神起 FILM CONCERT 2016~TILL~》개최. 주요 도시에서는 《TOHOSHINKI Gallery 2016~FEEL~》도 함께 개최. 즉 영상 콘서트와 전시회를 동시 개최하는 것.[217]

#### -유노윤호(본명 정윤호): 150721 ~ 170420, 육군 현역 군복무 중
- 150721: 정윤호, 육군 현역 입대
- 150721~150827: 정윤호, 신병훈련소 중대장 훈련병으로 활동
- 150821: 정윤호, 신병수료식에서 최우수 훈련병상 수상. 26사단 불무리 군악대로 자대배치
- 160508: 정윤호, 특급전사로 선발
- 160623: 정윤호, 육군 신군가 《내가 지키는 조국》 부르고 뮤직비디오 출연. 공개[218]

## 수상 내역

### 가요 프로그램 1위
| 연도             | 수상 내역 (59회) |
| ---------------- | --- |
| 2004년 (총 16회) | - Hug (총 8회) - 3월 28일 SBS 《인기가요》 뮤티즌송 - 4월 3일 MBC 《음악캠프》 1위 - 4월 4일 SBS 《인기가요》 뮤티즌송 - 4월 9일 KMTV《쇼 뮤직탱크》 1위 - 4월 10일 MBC 《음악캠프》 1위 - 4월 11일 SBS 《인기가요》 뮤티즌송 (트리플 크라운) - 4월 16일 KMTV《쇼 뮤직탱크》 1위 - 4월 17일 MBC 《음악캠프》 1위 (3주 연속) - The Way U Are (총 4회) - 8월 5일 M.net 《엠카운트다운》 1위 - 8월 12일 M.net 《엠카운트다운》 1위 - 8월 19일 M.net 《엠카운트다운》 1위 (트리플 크라운) - 9월 5일 SBS 《인기가요》 뮤티즌송 - 믿어요 (총 4회) - 11월 25일 M.net 《엠카운트다운》 1위 - 12월 9일 M.net 《엠카운트다운》 1위 - 12월 5일 SBS 《인기가요》 뮤티즌송 - 12월 10일 KMTV《쇼 뮤직탱크》 1위 |
| 2005년 (총 7회)  | - TRI-ANGLE (총 1회) - 1월 2일 SBS 《인기가요》 뮤티즌송 - Rising Sun (총 6회) - 10월 9일 SBS 《인기가요》 뮤티즌송 - 10월 13일 M.net 《엠카운트다운》 1위 - 10월 15일 KMTV《쇼 뮤직탱크》 1위 - 10월 16일 SBS 《인기가요》 뮤티즌송 (2주 연속) - 10월 22일 KMTV《쇼 뮤직탱크》 1위 - 10월 23일 SBS 《인기가요》 뮤티즌송 (트리플 크라운) |
| 2006년 (총 11회) | - O-正.反.合. (총 10회) - 10월 14일 KMTV《쇼 뮤직탱크》 1위 - 10월 15일 SBS 《인기가요》 뮤티즌송 - 10월 21일 KMTV《쇼 뮤직탱크》 1위 - 10월 26일 M.net 《엠카운트다운》 1위 - 10월 28일 KMTV《쇼 뮤직탱크》 1위 - 10월 29일 SBS 《인기가요》 뮤티즌송 - 11월 4일 KMTV《쇼 뮤직탱크》 1위 - 11월 5일 SBS 《인기가요》 뮤티즌송 (트리플 크라운) - 11월 9일 M.net 《엠카운트다운》 1위 (2주 연속) - 11월 11일 KMTV《쇼 뮤직탱크》 1위 (최강자) - 풍선 (총 1회) - 12월 7일 M.net 《엠카운트다운》 1위 |
| 2008년 (총 9회)  | - 주문 MIROTIC (총 9회) - 10월 9일 M.net 《엠카운트다운》 1위 - 10월 12일 SBS 《인기가요》 뮤티즌송 - 10월 19일 SBS 《인기가요》 뮤티즌송 - 10월 23일 M.net 《엠카운트다운》 1위 - 10월 26일 SBS 《인기가요》 뮤티즌송 (트리플 크라운) - 10월 30일 M.net 《엠카운트다운》 1위 (트리플 크라운) - 10월 31일 KBS 《뮤직뱅크》 K-Chart 1위 (10월 통합차트) - 12월 26일 KBS 《뮤직뱅크》 K-Chart 1위 (연말결산 음반차트) - 12월 26일 KBS 《뮤직뱅크》 K-Chart MVP (연말결산 통합차트) |
| 2011년 (총 9회)  | - 왜 (총 7회) - 1월 14일 KBS 《뮤직뱅크》 K-Chart 1위 - 1월 16일 SBS 《인기가요》 뮤티즌송 - 1월 20일 M.net 《엠카운트다운》 1위 - 1월 21일 KBS 《뮤직뱅크》 K-Chart 1위 - 1월 23일 SBS 《인기가요》 뮤티즌송 - 1월 28일 KBS 《뮤직뱅크》 K-Chart 1위 (3주 연속) - 1월 30일 SBS 《인기가요》 뮤티즌송 (트리플 크라운) - 이것만은 알고 가 (총 2회) - 3월 25일 KBS 《뮤직뱅크》 K-Chart 1위 - 3월 27일 SBS 《인기가요》 뮤티즌송 |
| 2014년 (총 7회)  | - Something (총 7회) - 1월 16일 M.net 《엠카운트다운》 1위 - 1월 17일 KBS 《뮤직뱅크》 K-Chart 1위 - 1월 18일 MBC 《쇼음악중심》 1위 - 1월 19일 SBS 《인기가요》 1위 - 1월 23일 M.net 《엠카운트다운》 1위 - 1월 30일 M.net 《엠카운트다운》 1위 (트리플 크라운) - 2월 7일 KBS 《뮤직뱅크》 K-Chart 1위 (통산 2주) |

### 시상식
| 연도   | 수상 내역 |
| ------ | --- |
| 2004년 | - 제15회 《서울가요대상》신인상 - 제15회 《서울가요대상》본상 - 제6회 《M.net KM MusicVideo Festival》신인그룹 부문 최우수 뮤직비디오상 [Hug] - 제21회 《Korea Best Dresser Awards》백조상 (가수 부문) - 《서울 외신기자 클럽》외신 홍보상 - 제11회 《대한민국 연예예술상》신세대 그룹 가수상 - 《SBS 가요대전》본상 - 《KBS 가요대상》올해의 가수상 - 《MBC 10대 가수 가요제》10대 가수상 |
| 2005년 | - 《Melon Music Awards》올해의 아티스트상 - 《Melon Music Awards》올해의 뮤직비디오상 - 제7회 《M.net KM MusicVideo Festival》모바일 인기상 [Rising Sun] - 제7회 《M.net KM MusicVideo Festival》최고 인기 뮤직비디오상 [Rising Sun] - 《KBS 가요대상》올해의 가수상 - 《SBS 가요대전》본상 - 《SBS 가요대전》최고 인기상 - 《2005 중국 시나 엔터테인먼트 선정》10대 아시아 레코드상 |
| 2006년 | - 제5회 《태국 채널V Music Video Awards》Asian Most Favorite Artist - 제5회 《태국 채널V Music Video Awards》International Most Popular Music Video - 제3회 《Asia Song Festival》공로상 - 제3회 《Asia Song Festival》대한민국 대표 가수상 - 《2006 풍상대전》중국에서 가장 인기 있는 10대 노래 [Rising Sun]&[Hug] - 《중국》10대 광고 모델부문 영향력 1위 - 《중국》가장 인기 있는 10대 가수 그룹상 - 《중국》가장 이상적인 남성상 - 《태국 Virgin Hitz awards 2006》Popular Vote Asia Artist상 - 제8회 《Mnet KM Music Festival》그룹 부문 [O-正.反.合.] - 제8회 《Mnet KM Music Festival》엠넷 닷컴상 [O-正.反.合.] - 제8회 《Mnet KM Music Festival》모바일 인기상 [O-正.反.合.] - 제8회 《Mnet KM Music Festival》올해의 아티스트상 [O-正.反.合.] - 제17회 《서울가요대상》모바일 인기상 [O-正.反.合.] - 제17회 《서울가요대상》본상 [O-正.反.合.] - 제17회 《서울가요대상》대상 [O-正.反.合.] - 제21회 《골든디스크》본상 [O-正.反.合.] - 제21회 《골든디스크》대상 [O-正.反.合.] - 《SBS 가요대전》본상 [O-正.反.合.] - 《SBS 가요대전》대상 [O-正.反.合.]                                                                 |
| 2007년 | - 《MTV VMAJ 2007》Best Buzz Asia From KOREA - 제14회 《대한민국 연예예술상》해외 인기상 - 제40회 《일본유선대상》유선 주목곡 - 제40회《일본 베스트 히트 가요제》골드 아티스트상 - 제2회 《태국 SEED Award》아시아 최고 인기가수상 - 《2007 한국모바일방송 모바일 연예대상》최고그룹상 |
| 2008년 | - 제5회 《Asia Song Festival》아시아 최고 가수상 - 제15회 《대한민국 연예예술상》최우수 인기 그룹상 - 《Melon Music Awards》올해의 아티스트상 - 《Melon Music Awards》올해의 뮤직비디오상 - 제10회 《Mnet KM Music Festival》옥션 스타일상 [주문 MIROTIC] - 제10회 《Mnet KM Music Festival》네티즌 인기상 [주문 MIROTIC] - 제10회 《Mnet KM Music Festival》모바일 인기상 [주문 MIROTIC] - 제10회 《Mnet KM Music Festival》해외 시청자상 [주문 MIROTIC] - 제10회 《Mnet KM Music Festival》올해의 앨범상 [The 4th Album 'MIROTIC'] - 제41회 《일본 베스트 히트 가요제》골드 아티스트상 - 제50회 《일본 레코드 대상》우수 작품상 - 제23회 《골든디스크》YEPP 인기상 [주문 MIROTIC] - 제23회 《골든디스크》디스크 본상 [주문 MIROTIC] - 제23회 《골든디스크》대상 [주문 MIROTIC] - 제16회 《대한민국문화연예대상》남자 댄스가수상 - 제16회 《대한민국문화연예대상》신세대 가요부문 10대 가수상 - 제16회 《대한민국문화연예대상》신세대 가요부문 대상 - 제17회 《한국연예제작자협회 정기총회》문화체육관광부 장관 표창 - 한국재경신문 주최 《2008 올해의 스타 TOP 5》1위 - KBS 뮤직뱅크 연말결산 《K-Chart 통합》MVP [주문 MIROTIC] |
| 2009년 | - 제18회 《하이원 서울가요대상》본상 [주문 MIROTIC] - 제18회 《하이원 서울가요대상》모바일 인기상 [주문 MIROTIC] - 《MTV Best Awards》2008 최고의 가수 선정 - 스포츠조선닷컴 주최 《제1회 Idol Awards》1위 - 제6회 《태국 채널V Music Video Awards 2009》아시안 인기 아티스트상 - 제11회 《Mnet Asian Music Awards》Best Asia Star상 - 제42회 《일본 베스트 히트 가요제》골드 아티스트상 - 제51회 《일본 레코드 대상》우수 작품상 - 제1회 《Melon Music Awards》2009 Star상 (인기상) - 제1회 《Melon Music Awards》2009 Mania상 (유저심사단상) |
| 2010년 | - 제24회 《일본 골드디스크 대상》The Best MusicVideo상 - 《MTV World Stage Video Music Awards Japan》Best Group Video상 [Share the World] - 제19회 《한국연예제작자협회 정기총회》문화체육관광부 장관 표창 |
| 2011년 | - 제25회 《일본 골드디스크 대상》The Best Album상 - 제25회 《일본 골드디스크 대상》The Best MusicVideo상 - 제38회 《한국방송대상》 가수상 - 제53회 《일본 레코드 대상》우수 작품상 - 《2011 MBC 방송연예대상》K-POP 부문 특별상 - 《2011 SBS MTV Best Of The Best》Artist of the Year [왜 Keep Your Head Down] - 일본 오리콘 선정 《2011 최고 활약한 K-POP 스타》1위 |
| 2012년 | - 제26회 《일본 골드디스크 대상》Best 3 Album상 - 제1회 《가온 차트 K-POP 어워드》올해의 가수상 앨범부문 1분기 - 《빌보드 Japan Music Awards 2011》최우수 팝 아티스트상 |
| 2013년 | - 《2012 allkpop awards》Best Music Video상 - 제8회 《아시아 모델상 시상식》아시아스타상 - 제2회 《가온 차트 K-POP 어워드》올해의 가수상 앨범부문 4분기 - 《한류 10주년 대상》남성그룹 부문 그랑프리 |
| 2014년 | - 제28회 《일본 골드디스크 대상》베스트 아시안 아티스트상 - 제28회 《일본 골드디스크 대상》올해의 앨범상 - 제28회 《일본 골드디스크 대상》Best 3 Album상 - 제28회 《일본 골드디스크 대상》올해의 다운로드송 - 제28회 《일본 골드디스크 대상》베스트 뮤직비디오상 |
| 2015년 | - 제4회 《가온 차트 K-POP 어워드》올해의 가수상 앨범부문 1분기 - 제29회 《일본 골드디스크 대상》베스트 아시안 아티스트상 - 제29회 《일본 골드디스크 대상》올해의 앨범상 [TREE] - 제29회 《일본 골드디스크 대상》Best 3 Album상 [TREE] - 제29회 《일본 골드디스크 대상》Best 3 Album상 [WITH] - 제29회 《일본 골드디스크 대상》베스트 뮤직비디오상 |
| 2020년 | - 제7회 《이데일리 문화대상》콘서트 부문 최우수상 |
| 2023년 | - 엠넷 아시안 뮤직 어워즈 인스파이어링 어치브먼트상 |
| 2024년 | - 제1회 코리아 그랜드 뮤직 어워즈 K팝 레전더리 아티스트상 |